# Erős Péter (filmrendező)
Erős Péter (Budapest, 1949. március 24. –) magyar rendező, operatőr, filmproducer, író, egyetemi tanár.

## Életpályája
Szülei dr. Erős László és Barabás Ilona. Középiskolai tanulmányait Sopronban végezte el. 1967–1969 között a Mafilm segédoperatőre volt. 1970–1974 között a Színház- és Filmművészeti Főiskola film- és televízió operatőr szakán végzett. 1973–1985 között az MTV Híradó operatőreként dolgozott. 1981-ben megalapította a Focus Alkotóközösséget. 1984 óta a H.S.C. tagja. 1986–1990 között a soproni Idegenforgalmi Gazdasági Társaság művészeti igazgatója volt. 1991-ben a Quantum Kft. művészeti igazgatója volt. 1991–1994 között a Budapesti Corvinus Egyetem marketing-kommunikáció szakos óraadó tanára volt. 1992-ben társalapítóként vesz részt a Teleschola Televíziós Iskola létrehozásában. 1993 és 1995 között az operatőri ismeretek vezető tanára, illetve az operatőri gyakorlatok vezetője. 1993-ban a Grafotip Kft. kreatív igazgatója volt. 1993–1996 között Egerben városi programigazgatóként dolgozott. 1995–1999 között a Győri Városi Tv igazgató-főszerkesztője volt. 1995-től  2017-ig a BTTV Műsorgyártó Alkotóközösség főmunkatársa. 2002–2003 között a Hálózatos Televíziók vezető rendezője és sorozatszerkesztője volt. 2004–2006 között a szentendrei Gondolat Tv vezető operatőre volt. 2009-től nyugdíjas. 2012-től rendező-operatőrként dolgozik a www.bedekkerwebtv.hu online utazási televízió számára. 2018-tól tulajdonosa a www.teleart.hu kortárs képzőművészeti online televíziónak.

## Filmjei
- Szerelem dala (1966)
- Kedd-szerda-csütörtök (1969)
- Vendégvadászat (1970)
- Lukács (1971)
- Szomszédok két kontinensen (1975)
- Öt arc Mongóliából (1976)
- Műhelytitkok (1977)
- Afrikai tájakon (1980)
- Terefere (1982)
- Csapatmunka (1982)
- Két óceán között (1982)
- Tegeződő (1986)
- A néma (1988-1989)
- Kegyhelyek Magyarországon (1991)
- Falu TV (1991-1992)
- Játék életre-halálra (1992)
- Európa kincsesháza (1992)
- Eger ostroma (1992)
- A nagy szerep (1995)
- Világhírű operettek (1996)
- Színház a kulisszák mögött I.-III. (1997)
- Teleklub (1999)
- A hűség városa: Sopron (2002)
- Fedezzük fel (2002-)
- A pillanat festői (2003-)
- Liszttől -  Lisztig (2006)
- MűvészVilág  sorozat (2005-)